# Acantholimon stenorhaphium
Acantholimon stenorhaphium är en triftväxtart som beskrevs av Karl Heinz Rechinger. Acantholimon stenorhaphium ingår i släktet Acantholimon och familjen triftväxter. Inga underarter finns listade i Catalogue of Life.